# 香港年報

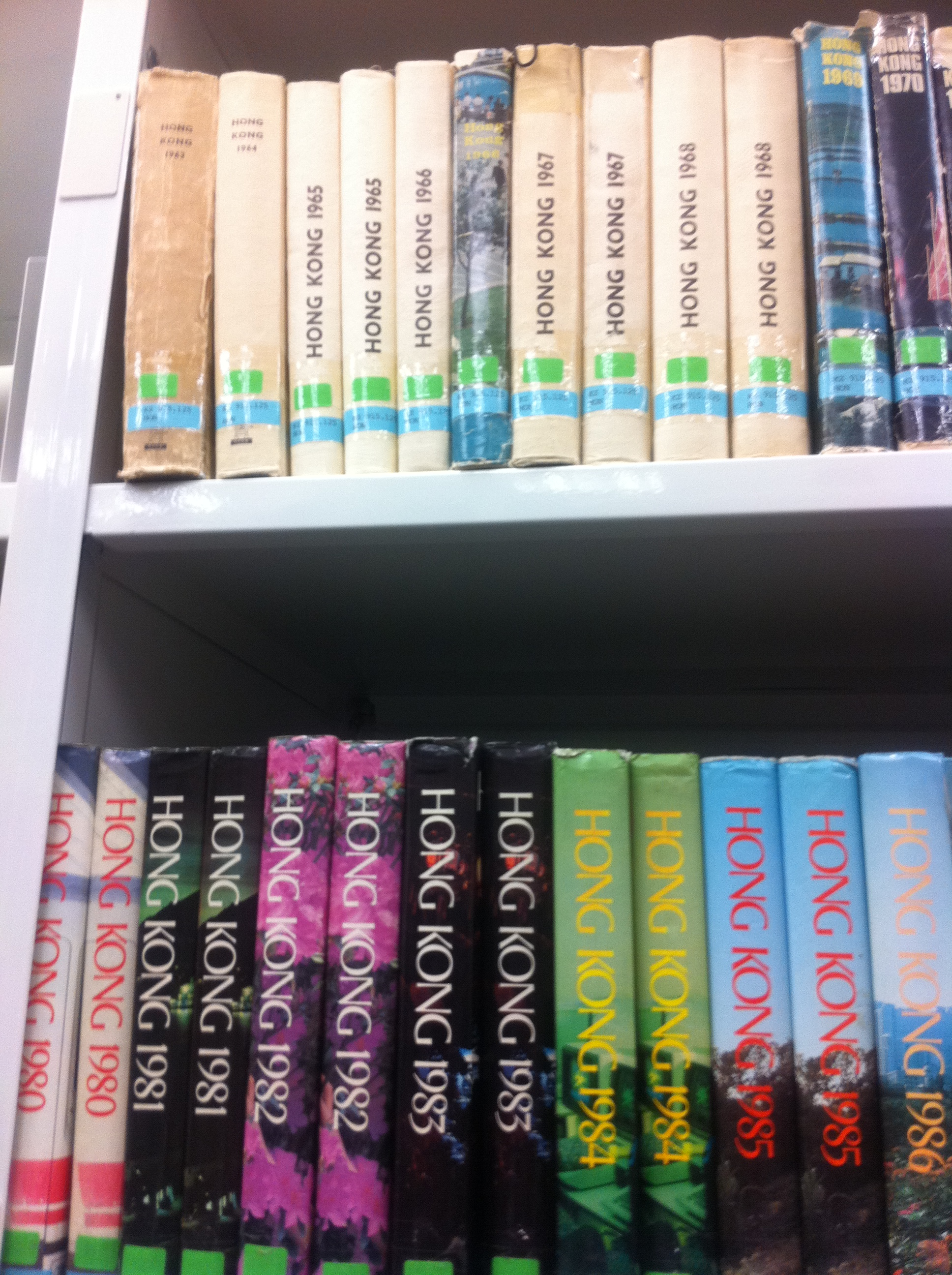
香港1960年代及1980年代的政府年報

《香港年報》（英語：Hong Kong Yearbook），是香港政府的年度出版物，由政府新聞處發行，回顧香港在過去一年在各方面的發展。自1946年發行至今，每年第三季發行。
《香港年報》總括了每年的香港大事宜，包括政制及行政、法律制度、經濟、金融財務、工商業、就業、教育、衛生、社會福利、房屋、運輸、環境、公共秩序、宗教和風俗及歷史等。每年均有中文及英文版本。2005年版本開始可以於香港政府書店發售。
由於香港年報是官方刊物，內容大部分反映官方的立場與觀點，因此坊間亦有發行非官方年鑑，比較重要的有《華僑日報》出版的《香港年鑑》，以及商務印書館（香港）出版的《香港大趨勢》。

## 語言
由於香港政府早年以英文作為唯一的法定官方語言，早期《香港年報》只有英文版本。
1971年發行的《香港1970》，是首份有中文版本的《香港年報》，由《天天日報》代為翻譯，直至1974年發行的《香港1974年：1973年回顧》，中文及英文版本均由香港政府編輯及出版。
現時《香港年報》中文版由公務員事務局法定語文事務部編輯，而英文版由政府新聞處編輯。

## 題名
《香港年報》早期只發行英文版本，並沒有固定的題名。1946年至1960年的《香港年報》題名稱為“Annual Report On Hong Kong for the year”；1961年起更名為“Hong Kong: Report for the year”；1975年易名為“Annual Report for the year”；1996年起更名為“Hong Kong 1996: A review of 1995”。
由1973年出版的《香港年報1973》起，《香港年報》均以出版年份為題名，回顧去年發生的大事回顧及政府施政，因此1972年的大事是記載於《香港年報1973》，而沒有以《香港年報1972》為題名出版。這樣的情況一直延續至1997年發行，回顧1996年大事的《香港年報1997》。其後，政府新聞處決定從1999年出版的《香港年報1998》開始，以記載內容的年份作為題名。惟1998年發行，記載1997年大事的《香港年報》，為了避免與已發行的《香港年報1997》同名，因此將該期年報更名為《香港—邁進新紀元》。
為了慶祝香港回歸十周年，《香港2007》以「香港特別行政區成立十周年紀念版」為副標題。

## 序言
過去的《香港年報》均收錄由港督、行政長官、主要官員或知名人士所撰寫的序言，作為回顧及前瞻。主權移交後，《香港年報》收錄的序言及撰文者，包括：
- 《香港—邁進新紀元》—行政長官董建華，「邁進新紀元」
- 《香港1998》—財政司司長曾蔭權，「汲取教訓　厲行改革」
- 《香港1999》—政務司司長陳方安生，「縱橫數碼天地　香港蓄勢待發」
- 《香港2000》—行政長官董建華，「香港：亞洲國際都會」
- 《香港2001》—行政長官董建華，「推行問責制度　提高施政效能」撰錄自行政長官於2000年4月17日發表的演詞

自2003年發行的《香港2002》起，《香港年報》取消了序言的部分。

## 歷年封面
《香港年報》歷年均採用彩色圖片作為封面，主要取材於重要事件、成就及當時的香港風貌，包括：

### 1940年代
- 《香港1946》—樓梯街
- 《香港1947》—米色封面
- 《香港1948》—中式帆船
- 《香港1949》—虎豹別墅虎塔朝暉

### 1950年代
- 《香港1950》—紅色封面
- 《香港1951》—香港公印
- 《香港1952》—第一代香港徽號
- 《香港1953》—第一代香港徽號
- 《香港1954》—1846年的雲咸街與皇后大道中之交界
- 《香港1955》—山頂展望維多利亞港風景
- 《香港1956》—1850年的香港島
- 《香港1957》—1846年的銅鑼灣
- 《香港1958》—1838年的九龍灣
- 《香港1959》—1846年的維多利亞港

### 1960年代
- 《香港1960》—中環海傍
- 《香港1961》—蘇屋邨建成
- 《香港1962》—山頂展望維多利亞港風景
- 《香港1963》—新界馬料水
- 《香港1964》—彌敦道夜景
- 《香港1965》—賀天后誕辰慶典
- 《香港1966》—皇后像廣場開幕
- 《香港1967》—石排灣邨夜景
- 《香港1968》—交通堵塞
- 《香港1969》—船灣海落成

### 1970年代
- 《香港1970》—1970年日本萬國博覽會香港館
- 《香港1971》—1971年香港節遊行表演
- 《香港1973》—九龍倉貨櫃碼頭
- 《香港1974》—學童
- 《香港1975》—中式帆船及大東電報局衛星天線
- 《香港1976》—英女皇伊利莎伯二世訪港欣賞中式舞蹈
- 《香港1977》—地下鐵路興建期間的中環商業區
- 《香港1978》—海洋公園海洋劇場
- 《香港1979》—香港島北岸及九龍景色

### 1980年代
- 《香港1980》—地下鐵路
- 《香港1981》—葵涌貨櫃碼頭
- 《香港1982》—杜鵑花
- 《香港1983》—中秋節綵燈
- 《香港1984》—小童學習使用電腦
- 《香港1985》—音樂事務統籌處香港交響樂隊
- 《香港1986》—遮打花園及中環
- 《香港1987》—香港聯合交易所交易大堂
- 《香港1988》—立法局大樓前的中秋節舞龍表演
- 《香港1989》—沙田中央公園

### 1990年代
- 《香港1990》—啟德機場夜景
- 《香港1991》—紀念香港電燈公司供電百年的巨龍燈飾
- 《香港1992》—皇家香港輔助空軍直昇機方陣穿越維多利亞港上空
- 《香港1993》—香港芭蕾舞學會綵緋
- 《香港1994》—香港會議展覽中心
- 《香港1995》—建築中的青馬大橋日景
- 《香港1996》—港島北岸
- 《香港1997》—建築中的青馬大橋夜景
- 《香港——邁進新紀元》—香港政權交接儀式
- 《香港1998》—香港國際機場
- 《香港1999》—香港公園

### 2000年代
- 《香港2000》—香港島北岸的建築群
- 《香港2001》—維多利亞港及髹上香港品牌色彩的天星小輪
- 《香港2002》—西貢東郊野公園
- 《香港2003》—首屆「香港國際煙花音樂匯演」的盛況
- 《香港2004》—維多利亞港及星光大道的香港電影金像獎塑像
- 《香港2005》—復辦的長洲搶包山比賽
- 《香港2006》—香港立法會大樓及國際金融中心二期
- 《香港2007》—中環北岸的建築群
- 《香港2008》—2008年夏季奧林匹克運動會馬術比賽及2008年夏季奧林匹克運動會香港區火炬接力
- 《香港2009》—2009年東亞運動會足球比賽決賽支持港隊的球迷

### 2010年代
- 《香港2010》—中國2010年上海世界博覽會香港館及香港參與世博會的盛況
- 《香港2011》—添馬艦的新政府總部大樓
- 《香港2012》—以圖像展示香港特別行政區成立15周年煙花匯演下的天際線
- 《香港2013》—啟德郵輪碼頭及首艘碇泊的郵輪海洋水手號[1]
- 《香港2014》—投影於香港文化中心和尖沙咀鐘樓外牆的「閃躍維港」3D光雕匯演[2]
- 《香港2015》—中環終審法院大樓[3]
- 《香港2016》—屯門T·PARK 源·區
- 《香港2017》—有關回歸和主要慶祝活動的手繪插圖[4]
- 《香港2018》—港珠澳大橋及海底隧道東人工島
- 《香港2019》—啟用40週年的麥理浩徑及背景山巒

### 2020年代
- 《香港2020》—2019冠狀病毒病疫情有關的措施（由上至下：竹篙灣檢疫中心、中山紀念公園體育館「火眼實驗室」、普及社區檢測計劃、亞洲國際博覽館臨時醫院）
- 《香港2021》—在東京2020奧運會和殘疾人奧運會贏得獎牌的香港運動員
- 《香港2022》—將軍澳跨灣連接路
- 《香港2023》—中華人民共和國成立七十四周年國慶煙花匯演下的金紫荊廣場

## 其他版本
- 由《邁進新紀元》起加入網頁版本
- 《香港1998》至《香港2002》均有推出唯讀光碟版本
- 2003年起，《香港年報》各章節尾段收錄相關政府部門網址
- 2008年發行的《香港年報2007》附有一本名為《香港10載》的圖片集，圖片全部輯錄自1997年至2006年的10冊《香港年報》[5]
- 發行超過50年的英文版香港年報，其版權經已屆滿，部份內容可在維基文庫中找到。

## 民間年鑑
- 《香港年鑑》：由華僑日報出版的香港年鑑（1948－1994）是找尋香港歷史資料的極有用工具
- 《香港大趨勢》：由商務印書館（香港）出版

## 外部連結
- 香港年報（網上版，1997年起） （页面存档备份，存于）
- 多媒體資訊系統（香港公共圖書館） - 香港年鑑（1948－1994）